# جيولا كاتي
جيولا كاتي (بالمجرية: Káté Gyula)‏ (مواليد 3 فبراير 1982) هو ملاكم مجري، مثّل بلاده في الألعاب الأولمبية الصيفية في دورات 2004 و2008 و2012.

## روابط خارجية
جيولا كاتي على موقع أوليمبيديا (الإنجليزية)